# Феодор (куропалат)
Феодор (д/н — після 636) — військовий діяч ранньої Візантійської імперії.

## Життєпис
Походив з вірменського шляхетського роду. Молодший син Іраклія Старшого, екзарха Африки. Разом з батьком і братом Іраклієм у 609—610 роках брав участь у поваленні імператора Фоки. Після сходження брата на імператорський трон отримав ранг і посаду куропалата.
У 1612 році після відсторонення Пріска з посади magister militum per Orientem (військового магістра Сходу), його повноваження були поділені між Феодором та Філіппіком, які спільно здійснили декілька рейдів в межі Сасанідської держави, змусивши шахбеда Шахіна відступити з Босфору. 613 року під орудою імператора Іраклія брав участь у військовому поході до Сирії, який завершився поразкою. В результаті перські війська зайняли Кілікію.
Внаслідок цих невдач Феодору тривалий час не доручалися військові підрозділи. До 620-х років він займався переважно керівництвом палацової адміністрації. 622 року брав участь у військовому поході Іраклія проти Персії, але не мав якогось командування. Лише у 626 році на чолі війська виступив проти шахбеда Шахіна, який вдерся до Малої Азії. Феодор зумів завдати поразки персам, а потім швидко повернувся до Константинополя, який взяли в облогу війська Аварського каганату. Феодор не брав участь у вирішальних боях, де аварам було завдано відчутної поразки, проте був учасником перемовин із представниками кагана.
У 628 році після укладання мирного договору з Персією дістав завдання слідкувати за виходам перських військ з міст Сирії та Месопотамії. Незважаючи на спротив жидівських громад (насамперед в Едессі, де Феодору довелося застосувати силу) та деяких перських залог, Феодор домігся виконання умов договору, який було остаточно реалізовано у 630 році.
Після цього на посаді намісника почав керувати усіма військами східних провінцій. В цей час починаються арабські напади на візантійську територію. 629 році спільно з імператором завдав поразки арабам у битві при Муті. Її результатом стало заспокоїння ситуації до середини 630-х років.
У 634 році араби на чолі із Халідом ібн аль-Валідом та Амром ібн аль Асом вдерлися до провінція Палестина I, де їх зустрів Феодор, але у битві при Аджнадайном (відома також як битві при Габії або Джабії) зазнав важкої поразки. Внаслідок цього вимушений був відступити до Сирії, де в Антіохії почав відновлювати війська. Ситуацію погіршило повстання жидів в Палестині, що перейшли на бік арабів, а в Сирії точилася боротьба між православними, монофізитами та монофелітами.
636 року Феодор брав участь у відвоюванні міст Емеса і Дамаск у арабів. Але подальша нездатність протистояти арабським військам викликало невдоволення імператора, що відсторонив Феодора від усіх посад. За іншими відомостями причиною відсторонення став шлюб імператора з його небогою Мартиною, який цекрва розглядала як кровозмішення. За це Феодор також критикував свого брата. По поверненню до Константинополя за наказом імператора Феодор наразився на приниження й арешт.

## Родина
- Феодор (д/н—637)
- Григорій (д/н—653)